# المركز الأردني للتصميم والتطوير
المركز الأردني للتصميم والتطوير (اختصارًا: جودبي) كان سابقًا باسم «مركز الملك عبد الله الثاني للتصميم والتطوير (كادبي)» هو مؤسسة عسكرية/مدنية مستقلة تأسست عام 1999 تعمل تحت مظلة القوات المسلحة الأردنية تُعنى بالبحث والتطوير لتوفير حلول مثلى في المجالات الدفاعية والتجارية للأردن بشكل خاص ومنطقة الشرق الأوسط. كما أن مهمة المركز تتجلى في تصميم وتطوير وتعديل الأنظمة الدفاعية والأمنية باستخدام التكنولوجيا الحديثة لتلبية احتياجات المستخدم وإيجاد الحلول المثلى لها.
يتم تمويل المركز بموازنة مستقلة من موازنة وزارة الدفاع بالإضافة للدخل الذي يتحقق للمركز من خلال بيع منتجاته داخل الأردن وخارجه، وتتجلى مهمة المركز في تسخير العلوم والتكنولوجيا لتلبية الاحتياجات الدفاعية تمهيداً لإيجاد قاعدة صناعية في الأردن.

## تسويق المنتجات
تعتبر القوات المسلحة الأردنية المستخدم الأول لمنتجات وخدمات المركز بالإضافة إلى مديرية الأمن العام والدفاع المدني وإلى الأسواق الدولية حيث قام المركز بتوسيع علاقاته التجارية على المستويين المحلي والدولي، وعقدت اتفاقيات تجارية خارجية مع اليمن، سلطنة بروناي، وأذربيجان، وغيرها، ومن الأنشطة التسويقية بالمركز المشاركة بمعارض دفاعية في عدة دول مثل معرض الدفاع الدولي (إيدكس) في دولة الإمارات، معرض يوروساتوري في فرنسا، معرض أنظمة ومعدات الدفاع العالمي في المملكة المتحدة (DSEI) بالإضافة إلى معرض مؤتمر العمليات الخاصة «سوفكس» باعتباره من أهم المعارض والمؤتمرات الدولية المتخصصة للعمليات الخاصة والأمن الداخلي ومكافحة الإرهاب والمعدات العسكرية. هناك مشروع آخر لجودبي هو مركز الملك عبد الله الثاني لتدريب العمليات الخاصة الذي يعتبر منشأة للتدريب على مكافحة الإرهاب في الأردن.

## الشركات التابعة للمركز
تتبع للمركز الأردني للتصميم والتطوير والمجموعة الأردنية للاستثمار 14 شركة صناعية إضافة إلى عدد من المراكز المتخصصة.

سوسنة الصحراء، عربة متعددة الاستخدامات. تستخدم في الاستطلاع، العمليات الخاصة، حمل سلاح مضاد للدروع TOW، حمل أسلحة رشاشة من مختلف العيارات، حمل راجمة صواريخ، وتعقب القوافل العسكرية.

### قطاع الآليات
- أ. الشركة الأردنية لصناعة الآليات الخفيفة

هي إحدى شركات مجموعة جودبي الاستثمارية بالشراكة مع مجموعة جانكل المحدودة. تأسست الشركة لتصميم وتطوير وتصنيع الآليات الخاصة والمصفحة وفقاً للمواصفات العالمية
- ب. الشركة الأردنية المتقدمة لتشكيل المعادن

هي إحدى الشركات التي تعمل في قطاع الآليات والصناعات الثقيلة التابعة لمجموعة جودبي الاستثمارية. تُعنى الشركة بتوفير خدمات التصنيع والتشكيل الدقيق العالية الجودة. إن الاستثمار في آخر ما توصلت إليه التكنولوجيا في تشغيل وتسوية المعادن يمكّن الشركة من تصنيع وتشكيل قطع متعددة الأحجام من معادن مختلفة مثل الفولاذ والسكب والألمنيوم والتيتانيوم، بالإضافة إلى تحقيق درجة عالية من الدقة تصل لغاية ±0,008 ملم. تشمل قدرات المصنع التشغيل والمعالجة الحرارية والجلخ الأسطواني والأفقي والتشغيل بالشرارة والهندسة العكسية. تقوم الشركة الأردنية المتقدمة لتشكيل المعادن بتقديم خدماتها الصناعية والاستشارية والدعم الفني إلى الشركات الأخرى المحلية والإقليمية من حيث اختيار المعدات والمعالجة الحرارية ومتطلبات التدريب والتأهيل على الأجهزة
- ج. الشركة الأردنية لحلول التصنيع والخدمات

أُنشئت الشركة في أوائل عام 2008 كإحدى شركات مجموعة كادبي الاستثمارية وتتلخص مهمة الشركة في إعادة بناء وتطوير وتعديل الآليات المتوسطة والثقيلة (المدولبة والمجنزرة) ومكوناتها وانظمتها كما تعمل على تلبية جميع الاحتياجات التصنيعية لمختلف القطاعات من حيث بناء وتصنيع وتشكيل الهياكل والمصنوعات المعدنية، وإيجاد حلول تصنيعية خاصة بحسب متطلبات المستخدم المختلفة. إضافة لتوفير خدمات صيانة ما بعد البيع لكافة منتجات الشركة.

### قطاع الأسلحة والذخائر
- شركة جدارا للمعدات والأنظمة الدفاعية

تأسست الشركة عام 2005 كشراكة ناجحة بين مركز الملك عبدالله الثاني للتصميم والتطوير والشركة المتخصصة للخدمات الإلكترونية الأردنية. تفضل صاحب الجلالة الملك عبدالله الثاني بن الحسين بافتتاح مصنع شركة «جدارا للمعدات والأنظمة الدفاعية» في 30 أيار/ 2013.
تحتل الشركة مرتبة متقدمة في إنتاج سلاح محمول تحت مسمى (RPG-32) «نشّاب» يستخدم عدة أنواع من الصواريخ (مضاد للدروع /ترادفي PG-32V وصاروخ متعدد الأغراض/حراري TBG-32V بمواصفات حديثة وكفاءه تدميرية عالية وتقديم الحلول التعبوية والفنية وتطوير المعدات الدفاعية العسكرية.
- الشركة الأردنية لصناعة الذخائر والخدمات المساندة.

هي إحدى شركات مجموعة كادبي الاستثمارية، وتعنى بتصنيع وتزويد مختلف أنواع الذخائر الخفيفة، وتأسيس وإدامة مستودعات متخصصة للذخائر وكذلك تفكيك الذخائر وإخراجها من الخدمة. الذخائر التي تنتج في الشركة تخضع أيضاً لعمليات متقدمة من التقييم في مختبرات الفحص الباليستية. يتم ذلك من خلال إجراء فحوصات باستخدام أحدث المعدات الإلكترونية للتحقق من أداء الذخيرة بشكل عام بما فيها السرعة والضغط والدقة والتأثير. يتم استخدام هذه الإمكانيات المخبرية المتاحة لتحسين وتطوير الذخائر لعملاء الشركة حيث تعمل الشركة أيضاً كمركز للبحث والتطوير في مجال صناعة الذخائر على اختلاف أنواعها لتلبية متطلبات المستخدم في هذا المجال.
- الشركة الأردنية لتصميم الأسلحة الخفيفة

تم تأسيسها لتعزيز القدرات الوطنية وبنائها لتكون ذات دور فاعل وتساهم في تصميم وتطوير أفضل الأسلحة ذات معايير الجودة العالية، وإيجاد الحلول التكتيكية (التعبوية) المناسبة لتلبية متطلبات المستخدمين حسب طبيعة المهمات والواجبات.

### قطاع معدات القوات
- الشركة الأولى للألياف المركبة

تقدم حلول حماية فعالة وموثوق بها للأشخاص الذين يعملون في بيئات محفوفة بالمخاطر. منتجاتها تؤمن الحماية للعاملين في مجالات الدفاع، ورجال الأمن، والعاملين في ميدان المساعدات، ومراسلي وسائل الإعلام وذلك في حالات الخطر الناجم عن الأسلحة الخفيفة والألغام الأرضية والقنابل خلال العمل في مناطق النزاعات، حيث تنتج الشركة السترات الواقية من الرصاص على اختلاف أنواعها بالإضافة إلى الخوذ الواقية. تعمل الأولى للألياف المركبة بشكل وثيق مع عملائها لضمان أعلى معايير الأداء وأخف أوزان متطلبات الحماية الشخصية.
تقدم الشركة التصاميم الشاملة فضلاً عن خبرتها الطويلة في تطوير منتجاتها بدءاً من استخدام ألياف مركبة متطورة مروراً باستخدام التكنولوجيا الحديثة وانتهاء بخدمات الصيانة ذات الكلفة المناسبة. حيث تسعى الشركة لتلبية متطلبات عملائها في الشرق الأوسط وإفريقيا وآسيا وأوروبا بتقديمها منتجات الحماية الشخصية الأعلى جودة. تقدّم الأولى للألياف المركبة خدمات ذات مستوى عالمي، وتستخدم أليافاً مركبة متطورة عوضاً عن المنتجات المعدنية ومصممة وفقاً للمتطلبات المحتاجة، وذلك باستخدام تقنيات معتمدة وفريق مؤهل من المتخصصين منذ بدء التطوير وحتى الانتهاء من المنتج. كما تقوم الشركة بتصنيع أحذية خاصة ذات مواصفات عالمية من خلال أفضل موردي مدخلات الإنتاج في العالم.
- الشركة العربية للوجبات الجاهزة

هي إحدى شركات قطاع معدات القوات في مجموعة كادبي الاستثمارية، وهي إحدى الشركات المميزة عالمياً لإيجاد حلول غذائية لقطاع الدفاع حيث تعمل على تصنيع الوجبات الجاهزة للأكل (الأرزاق المرزومة MRE’s) وتقدم خدمات الإطعام الجماعي في القواعد العسكرية. تأسست الشركة كشراكة بين مجموعة كادبي الاستثمارية وشركة إبراهيم المساهمة المحدودة إحدى شركات مجموعة دوينا الماليزية المتخصصة بالصناعات الغذائية. تفخر الشركة العربية للوجبات الجاهزة بإمكانيتها ومرونتها لتقديم عدة قوائم طعام حسب الطلب لتلبي جميع الاحتياجات الغذائية المطلوبة للعسكريين ولترضي الأذواق المختلفة.

### قطاع الخدمات المساندة
- منطقة كادبي الصناعية

الـمـنطـقـة الحــرة الحديثة الخـاصــة الأولـى فــي الشرق الأوسط المختصة بالصناعات الدفاعية وهي منطقة حرة صناعية خاصة مسجلة كشركة محدودة المسؤولية، وتعمل بموجب قانون المناطق الحرة. حيث تتمتع بكافة الامتيازات والتسهيلات والحوافز التي منحها القانون للمناطق الحرة وتوفر المنطقة مستوى عالٍ من الدعم لشركات صناعية مختارة مختصة في الصناعات الدفاعية وصناعة الآليات والمركبات، كما توفر المنطقة حزمة من الحوافز للاستثمار والإعفاءات الضريبية، إضافة إلى خدمات البنية التحتية. ويقوم على إدارة المنطقة فريق متخصص متعدد اللغات من القطاعين العام والخاص.
- سيكيوريتاس الشرق الأوسط وأفريقيا / الأردن

تم تأسيس الشركة بالشراكة مع شركة سيكيوريتاس السويدية، كإحدى شركات قطاع الخدمات المساندة في مجالات توفير عناصر الحراسة والانظمة الأمنية.

### قطاع الإلكترونيات والإلكتروبصريات
- شركة أسلسان الشرق الأوسط: تستخدم أحدث ما توصلت إليه التكنولوجيا لتصنيع منتجاتها المتنوعة، حيث تعمل الشركة على تصميم وتطوير وتصنيع معدات عسكرية خاصة متعلقة بالمراقبة الليلية والحرارية للاستخدامات العسكرية والاحترافية، كما توفر الشركة لعملائها مركز محلي لتصليح وصيانة منتجاتها.[3]

### القطاع الاكاديمي والتدريب
يقوم المركز بتأهيل وتدريب الكوادر البشرية على الأنظمة الدفاعية من الناحية النظرية والناحية التطبيقية وتتم هذه العملية من خلال مركز الأمير فيصل لتكنولوجيا المعلومات ودورة تكنولوجيا الدفاع.
- مركز الأمير فيصل لتكنولوجيا المعلومات

يعتبر مركز الأمير فيصل لتكنولوجيا المعلومات كوحدة مستقلة تم انشاؤه بالشراكة ما بين مركز الملك عبد الله الثاني للتصميم والتطوير وجامعة اليرموك وموقعه الرئيسي في مدينة عمان، ويقوم هذا المركز بنقل التكنولوجيا الصناعية وتوطينها وذلك بما يُمكّن من امتلاك القدرة على صناعة النظم المضمنة وتطوير البرمجيات التشغيلية لتلبية حاجة القوات المسلحة والاجهزة الأمنية والسوق المحلي، ويقوم هذا المركز بطرح ثلاث برامج ماجستير متخصصة في مجالات النظم المضمنة وهندسة الاتصالات وهندسة القوى الكهربائية.
- دورة تكنولوجيا الدفاع

تبعقد دورة تكنولوجيا الدفاع DTC مرتين بالعام على مدار أسبوعين في كل مرة بالتعاون من جامعه كرانفيلد البريطانية بهدف تعريف المستخدم بمتطلبات المستخدم الرئيسية في الميدان مثل القدرة على القتل والتدمير، قابلية الحركة، القدرة على البقاء، هندسة النظم، الاستطلاع، الحرب الإلكترونية، القيادة والسيطرة والاتصالات والكمبيوتر، الأمن القضائي السيبراني ويشارك في هذه الدورة عادةً نخبةً من ضباط القوات المسلحة والاجهزة الأمنية بالإضافة إلى المشاركين من جيوش الدول الشقيقة والصديقة، ويتم منح المشاركين شهادة مصدقة من جامعة كرانفيلد البريطانية.

## مركز الملك عبدالله لتدريب القوات الخاصة
مركز الملك عبد الله الثاني لتدريب العمليات الخاصة يعتبر منشأة للتدريب على مكافحة الإرهاب في الأردن واعتباره قاعدة تدريب على مستوى عال للتعامل مع الإرهاب ومهمات الأمن الداخلية وتستطيع الدول الصديقة أن تحصل على الخدمات التي يقدمها. منطقة كادبي الصناعية هي منطقة حرة صناعية خاصة توفر مستوى عالياً من الدعم والخدمات والحماية الأمنية لشركات صناعية مختارة مختصة في الصناعات الدفاعية وصناعة الآليات والمركبات، كما توفر المنطقة حزمة من الحوافز والامتيازات الضريبية إضافة إلى البنية التحتية وخدمات الاتصالات، ويقوم على إدارتها فريق مختص متعدد اللغات من القطاع الخاص والهندسة العسكرية.

## انظر ايضا
- سوفكس